# Grzybowa (skała)

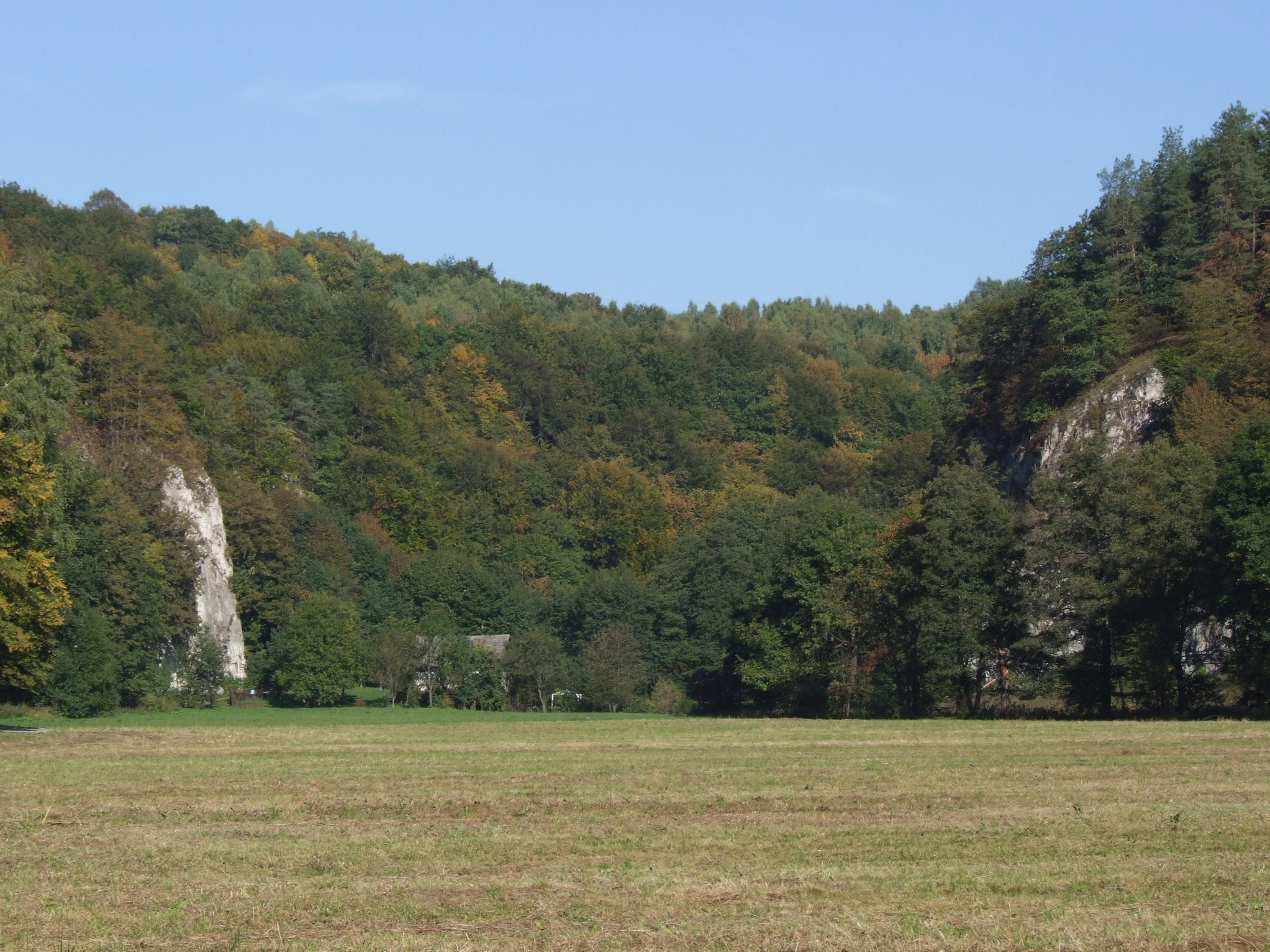
Golanka (po lewej) i Grzybowa (po prawej) tworzące bramę skalną w Dolinie Prądnika

Grzybowa – skała w lewych zboczach Doliny Prądnika w Ojcowskim Parku Narodowym. Znajduje się po orograficznie prawej stronie wylotu Wąwozu Maszyckiego. Grzybowa wraz ze znajdująca się na prawym brzegu Prądnika skałą Golanka tworzą skaliste zwężenie doliny zwane bramą skalną. Prądnik w plejstocenie wyżłobił w skałach Wyżyny Olkuskiej dolinę o głębokości około 100 m. W miejscach, w których znajdowały się twardsze od innych wapienie skaliste powstawały zwężenia zwane bramami skalnymi, często o pionowych ścianach. Odległość między podstawami Golanki i Grzybowej wynosi około 100 m.
Obok Grzybowej Wąwozem Maszyckim biegnie nieznakowana ścieżka do Maszyc.